# Satakundas landskapsvapen
Satakundas landskapsvapen är det heraldiska vapnet för det historiska landskapet Satakunda och det moderna landskapet med samma namn. Det har gällt sedan 1557, då området även kallades "norra Finland" (som en pendang till "södra" eller Egentliga Finland). Det utgjorde ett fält i det vapen som Johan III bar som hertig av Finland, innan han blev kung av Sverige.
Det moderna landskapet har övertagit det gamla vapnet oförändrat, trots att det historiska landskapet Satakunda även omfattar Birkaland (Birkalands landskapsvapen är helt nyskapat på 1990-talet) och mindre delar av andra historiska landskap.
Kronan på vapnet är den rangkrona som på 1500-talet gällde för hertigar i Sverige. Alla landskap i det dåvarande Sverige, som även omfattade Finland, var symboliskt antingen hertigdömen eller grevskap och på landskapsvapnen satte man då hertig- eller grevekronor för att markera detta. I Finland har man behållit dessa kronor alltsedan dess och de används även av moderna län och landskap, trots att Finland numera är en republik.
Det finns också en landskapsflagga som har tagit efter sköldens utseende.

## Bildgalleri

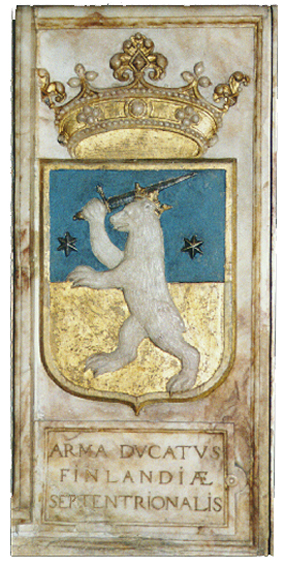
Vapnet på Gustav Vasas grav.
Vapnet från hästtäcke buret vid Gustaf II Adolfs begravning 1633.
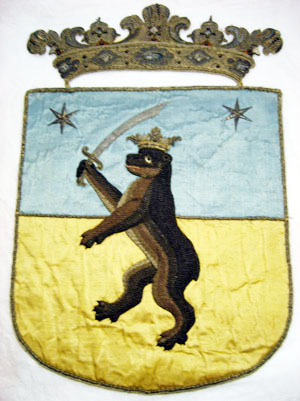
Vapnet från hästtäcke buret vid Karl X Gustavs begravning 1660.
Landskapets flagga.